# Winter Williams
Ashley Christina Williams (Boston, Massachusetts, 24 de enero de 1984), conocida profesionalmente como Winter Williams o Ashley C. Williams, es una actriz estadounidense. Es conocida por sus papeles en las películas de terror The Human Centipede (First Sequence) (2009) y Julia (2014).

## Biografía
Ashley Christina Williams nació en Boston, Massachusetts. Se graduó de la American Academy of Dramatic Arts de Nueva York en 2005, donde recibió el Premio Charles Jehlenger por excelencia en actuación.

## Carrera
Es conocida por su papel de Lindsay en The Human Centipede (First Sequence), donde interpreta al miembro intermedio del ciempiés humano.
Su siguiente papel importante fue Piper en el drama de suspenso de 2010, Empty. En 2014, interpretó el papel principal en la película de terror Julia, como una víctima de violación que busca venganza. Ganó el premio a Mejor Actriz en el Screamfest Horror Film Festival de 2014 por su actuación como Julia.
El 23 de marzo de 2023, anunció que, debido a que había muchos otros actores con el mismo nombre o uno similar, había elegido "Winter Williams" como su nuevo nombre artístico. Señaló que "Winter" (invierno) era una palabra que tenía un significado personal y especial para ella.

## Vida personal
Williams conoció a su marido Matthew A. Brown en el set de rodaje de Julia. La pareja tiene dos hijos.

## Filmografía

### Películas
| Año  | Película                             | Papel            | Notas                   |
| ---- | ------------------------------------ | ---------------- | ----------------------- |
| 2009 | The Human Centipede (First Sequence) | Lindsay          | papel principal         |
| 2010 | Broken Crayons                       |                  | productora asociada     |
| 2011 | Empty                                | Flautista        | papel principal         |
| 2013 | Leaving Circadia                     | Jackie           | papel secundario        |
| 2013 | A Guy Named Rick                     | Candace          | papel secundario        |
| 2014 | Julia                                | Julia            | papel principal         |
| 2014 | Hallows Eve                          | Ashley           |                         |
| 2015 | Patric                               | La señora Rosen  | papel secundario        |
| 2015 | Selene Hollow                        | Victoria zombi   | corto; papel secundario |
| 2018 | Albanian Gangster                    | Lisa             | papel principal         |
| 2018 | The Church                           | Elizabeth Haines | papel principal         |

### Televisión
| Año  | Título        | Papel          | Notas         |
| ---- | ------------- | -------------- | ------------- |
| 2012 | Hells Kitty   | Lindsay        | Episodio 13   |
| 2013 | Lady Business | Yasmine        | Episodio 2    |
| 2013 | Selene Hollow | Victoria zombi | episodios 1-4 |

### Teatro
- Romeo y Julieta (como Julieta) dirigida por Dario D'Ambrosi en La MaMa Experimental Theatre Club[10]
- 2010: Bong Bong Bong Against the Walls, Ting Ting Ting in Our Heads (como Loga) en La MaMa Experimental Theatre Club[11]
- 2010: Spellbound - A Musical Adventure (como Herianne) en el New York International Fringe Festival[12]
- Bajo el velo (como Sammia; una antología de Mind The Art) en La MaMa Experimental Theatre Club
- Mucho ruido y pocas nueces (como Beatrice) en Milagro Theater (Nueva York)
- El diario de Ana Frank (como Ana Frank) con cuatro actores del condado
- The Grapes of Wrath (como Rose de Sharon) en Live Arts

## Premios y nominaciones
| Año  | Premios                         | Categoría    | Obra nominada | Resultado | Ref.  |
| ---- | ------------------------------- | ------------ | ------------- | --------- | ----- |
| 2014 | Screamfest Horror Film Festival | Mejor Actriz | Julia         | Ganadora  | [ 6 ] |